# 二位一體
二位一體（英語：Twoness），又稱二一論（英語：Binitarianism），是基督教神學中的一種信條，盛行於早期基督教，這個觀點屬於一神論的變體。與一位论派不同之處，這個派別認為上帝擁有天父與聖子二種位格，或是面貌。與三位一體不同之處，是聖靈的位階較低，或是否認聖靈的存在。被稱為是半亞流派的馬西頓派（Macedonians）是這個信仰的代表，黑馬牧人書被認為也屬於這個傳統，在尼西亞會議之後，這個思想因為被判定為異端，在基督教神學中的影響力衰退，較少被討論。

## 概論
二位一體論可能是由猶太基督教的觀點發展而來，二位一體論認為天父與基督的確擁有兩種不同的特徵，但否認他們是兩個不同的神明，天父與聖子之間有緊密的連繫，因此仍然屬於一神論。君士坦丁堡主教馬西頓紐斯（Macedonius），他曾提出「聖靈為被造者」，和「聖靈的地位次於聖父和聖子」的主張。